# Плевинский, Степан Войцехович
Степан Войцехович Плевинский (пол. Stefan Plewiński; 11 января 1866, Ожарув — 4 февраля 1939) — помещик-агроном, депутат Государственной думы II созыва от Люблинской губернии

## Биография
Польский дворянин. Выпускник Люблинской гимназии. Учился 2 года в Варшавском университете, затем в Дублянской сельскохозяйственной академии[уточнить] в Галиции (по другим сведениям выпускник Ново-Александрийского сельскохозяйственного института), получил специальность агронома. Владелец имения площадью 200 десятин в Красноставском уезде Люблинской губернии. Посвятил себя занятиям сельским хозяйством. Занимался разведением верховых лошадей, в 1901 году на сельскохозяйственной выставке в Люблине за успехи в этом деле награждён медалью.  С 1905 года вступил в польскую Национальную лигу.  Принял участие в формировании тайного общества сельской молодежи «Юнак» («Смельчак»).
Был выборщиком на выборах в Государственную думу I созыва, но депутатского мандата не получил.
6 февраля 1907 избран во Государственную думу II созыва от общего состава выборщиков Люблинского губернского избирательного собрания. Вошёл в состав Польского коло. В думских комиссиях не состоял, в прениях в с Думской трибуны не участвовал.
Выставлял свою кандидатуру на выборах в Государственной думы IV созыва, опять же не был избран. В 1911 по инициативе Национальной лиги агитировал за бойкот русских школ. Член Люблинского сельскохозяйственного общества.
Во время Первой мировой войны в занятом австро-венгерскими войсками Люблине принимал участие в работе Люблинского генерал-губернаторства, созданного австрийскими оккупационными властями. Призывал к объединению всех политических сил Польши ради достижения независимости Польского государства.
Президент и член правления Гвардии Пограничья (Straż Kresowa). Один из основателей регионального кооперативного банка в Быхаве, Кшчонувского  бакалейного кооператива и Добровольной пожарной бригады в Кшчонуве. В 1930-х годах член правления сахарного завода. В 1935—1937 жил в Плоцке.

### Рекомендуемые источники
- Brzoza Cz., Stepan K. Poslowie polscy w Parlamente Rosyjskim, 1906—1917: Slownik biograficzny. Warszawa, 2001.
- Российский государственный исторический архив. Фонд 1278. Опись 1 (2-й созыв). Дело 338.